# Čelovek bez pasporta
Čelovek bez pasporta (Человек без паспорта) è un film del 1966 diretto da Anatolij Alekseevič Bobrovskij.